# K-148 Orenburg
K-148 Orenburg – radziecki, a następnie rosyjski, atomowy okręt podwodny projektu 949A (seria: Antej, kod NATO: Oscar II), skonstruowany do przenoszenia pocisków manewrujących (SSGN). „Orenburg” jest okrętem prototypowym projektu jednych z największych okrętów podwodnych świata, przeznaczonych do zwalczania amerykańskich okrętów nawodnych, zwłaszcza zaś działających w ramach grup uderzeniowych (LGU) lotniskowców.
Budowa tego okrętu rozpoczęła się w 1982 roku, zwodowano go w roku 1985 w następnym zaś roku przyjęto go do służby w radzieckiej flocie północnej, gdzie służył pod nazwami „Krasnodar” oraz „Wołogda”, aby ostatecznie przyjąć nazwę K-148 „Orenburg”. Dalsze losy tego okrętu nie są jasne, prawdopodobnie jednak uległ uszkodzeniu w roku 1998.